# Xivita siberiana
La xivita siberiana (Tringa brevipes) és un ocell limícola de la família dels escolopàcids (Scolopacidae) que habita en estiu corrents fluvials, llacs i aiguamolls de Sibèria al sud de la Península de Taimir, àrea del llac Baikal, Txukotka i les illes Kurils, i en hivern les costes d'Indonèsia, Filipines i Australàsia.